# Willem Hendrik van den Bos
Willem Hendrik van den Bos (Rotterdam, 25 september 1896 - Johannesburg, 30 maart 1974) was een Nederlands-Zuid-Afrikaanse  astronoom.
Hij promoveerde in 1925 aan de Sterrewacht Leiden in Nederland bij Willem de Sitter op een proefschrift getiteld Measures of double stars made with the 10½ inch Clark-Repsold refractor in the years 1920-1925, en ging daarna naar Union Observatory in Zuid-Afrika, waar hij directeur werd in 1941.
Hij ontdekte 3000 dubbelsterren en verkreeg bijna 72000 micrometermetingen van zulke sterren om de baanelementen te berekenen voor ongeveer 100 van deze sterren.
Hij was president van de Astronomical Society of South Africa in 1943 en 1955.
De planetoïde 1663 van den Bos en de maankrater van den Bos zijn naar hem genoemd.